# Las secretarias
Las secretarias es una película española dirigida por Pedro Lazaga en 1969.

## Argumento
Julia (Sonia Bruno), Paula (Teresa Gimpera) y Doli (La Polaca), son tres jóvenes de su tiempo que se desempeñan a la perfección en la empresa de seguros en la que trabajan como secretarias. Sin embargo, junto a sus vicisitudes profesionales deben lidiar con continuos altibajos de su vida privada, plagada de amoríos, desencuentros, desengaños y nuevas  ilusiones.

## Reparto
| Intérprete         | Personaje       |
| ------------------ | --------------- |
| Sonia Bruno        | Julia           |
| Teresa Gimpera     | Paula           |
| La Polaca          | Loli            |
| Juanjo Menéndez    | Andrés          |
| Paca Gabaldón      | Vicki           |
| Mary Carrillo      | Adela           |
| Antonio Casas      | Don José        |
| Rafaela Aparicio   | María Teresa    |
| Florinda Chico     | Antonia         |
| José Sazatornil    | Don Mariano     |
| Pedro Porcel       | Don Joaquín     |
| María Luisa Ponte  | Madre de Loli   |
| Mabel Karr         | Mujer de Carlos |
| Alberto de Mendoza | Don Carlos      |
| Patricia Nigel     | Secretaria      |
| José Sacristán     | Tonio           |
| Manuel de Blas     | Enrique         |
| Gordon Bland       | Poli            |
| Conchita Paredes   |                 |
| Erasmo Pascual     | Don Felipe      |
| Marie Claire       |                 |
| Hebe Russo         |                 |
| Venancio Muro      | Zacarías        |
| Miguel Armario     |                 |
| Mónica Kopel       |                 |
| Erasmo Pascual Jr. |                 |
| Antonio Ramis      |                 |
| Vicente Vega       |                 |
| Alfredo Santacruz  |                 |
| María Álvarez      |                 |
| Jean Harlow        | Jean Harlow     |
| James Cagney       | James Cagney    |